# Canadian Battlefields Memorials Commission
De Canadian Battlefields Memorials Commission was een speciale commissie die werd opgericht door het Canadese Lagerhuis na de Eerste Wereldoorlog met het doel herdenkingssites voor Canadese soldaten in te richten in België en Frankrijk.

## Geschiedenis

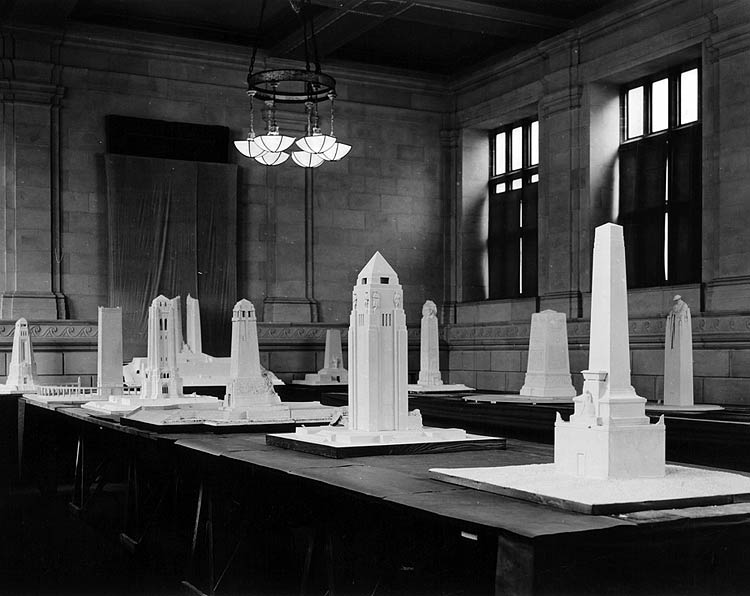
Maquettes van de ontwerpwedstrijd

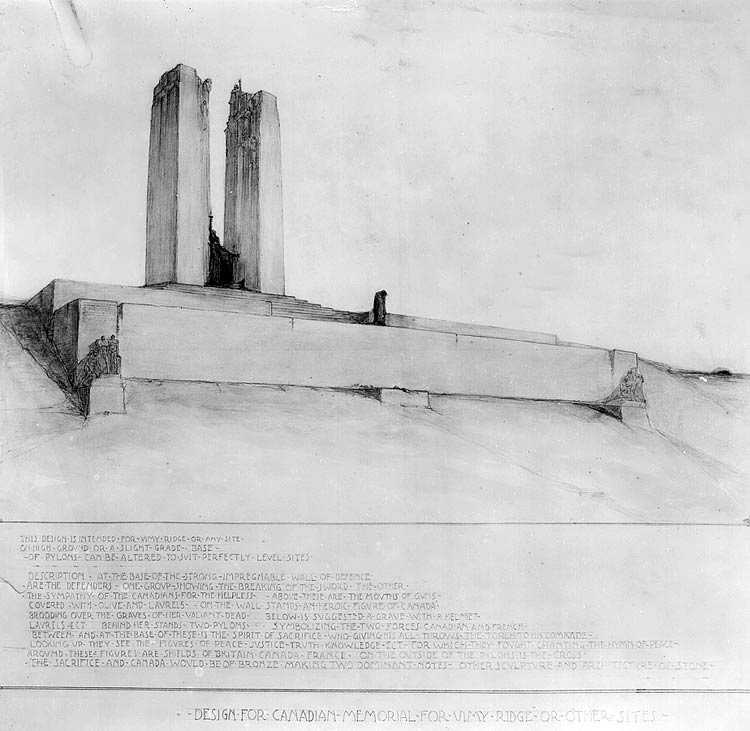
Winnend ontwerp van Allward

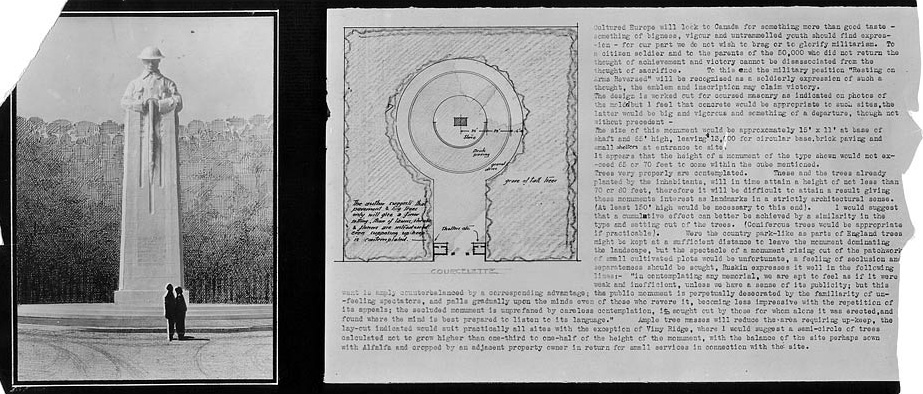
Ontwerp van Clemesha

In de Eerste Wereldoorlog was Canada nog deels afhankelijk van Groot-Brittannië. Het land werd dan ook mee betrokken in de oorlog en tienduizenden soldaten gingen aan het Europees front vechten.
Na de oorlog werd in februari 1919 werd in het Verenigd Koninkrijk het Battle Exploits Memorials Committee opgericht, dat de belangrijkste gevechtssites waar Canadezen hadden gestreden moest lokaliseren, zodat er een herdenkingsmonument kon worden opgericht. De Canadese afgevaardigde van het comité was brigadegeneraal Garnet Hughes. Men kwam tot acht sites, vijf in Frankrijk en drie in België. De Franse plaatsen waren Vimy, Bourlon Wood, Le Quesnel, Dury en Courcelette, de Belgische Sint-Juliaan, Hill 62 en Passendale. Men stelde voor een architectuurwedstrijd voor Canadese architecten, ontwerpers en beeldhouwers in te richten voor het ontwerp van de monumenten.
Naar de voorstellen van het comité richtte de Canadese overheid in september 1920 dan de Canadian Battlefields Memorials Commission op om de wedstrijd in te richten en op te volgen. Er werden uiteindelijk 160 ontwerpen ingediend, waarvan de jury er 17 weerhield om verder uit te werken, waarbij elke finalist een maquette van zijn design moest maken. In oktober 1921 koos de commissie het ontwerp van Walter Seymour Allward, een beeldhouwer uit Toronto. Frederick Chapman Clemesha werd met zijn ontwerp tweede.
De commissie besloot uiteindelijk om op twee van de sites een uniek monument op te richten, meer bepaald de ontwerpen van Allward en Clemesha, en op de zes andere een kleiner, identiek monument te plaatsen. Er was nog enige discussie waar het winnend ontwerp zou worden geplaatst, met Hill 62 als een van de mogelijkheden, maar uiteindelijk koos men voor de heuvelrug van Vimy in Frankrijk, vooral omdat die plaats de omliggende vlakte domineert. Het ontwerp van Clemesha werd opgetrokken in Sint-Juliaan in België. De andere sites kregen een granieten blok als monument.

## Monumenten
De volgende acht monumenten werden opgetrokken.
| Monument                          | Land      | Plaats              | Foto                   |
| --------------------------------- | --------- | ------------------- | ---------------------- |
| Bourlon Wood Memorial             | Frankrijk | Bourlon             | Bourlon Wood Memorial  |
| Canadian National Vimy Memorial   | Frankrijk | Givenchy-en-Gohelle |                        |
| Courcelette Memorial              | Frankrijk | Courcelette         | Courcelette Memorial   |
| Dury Memorial                     | Frankrijk | Dury                | Dury Memorial          |
| Hill 62 (Sanctuary Wood) Memorial | België    | Hill 62, Zonnebeke  | Hill 62 Memorial       |
| Le Quesnel Memorial               | Frankrijk | Le Quesnel          | Le Quesnel Memorial    |
| Passchendaele Memorial            | België    | Passendale          | Passchendaele Memorial |
| Saint Julien Memorial             | België    | Sint-Juliaan        | Saint Julien Memorial  |